# Rosa sikangensis
Rosa sikangensis är en rosväxtart som beskrevs av Tse Tsun Yu och T.C. Ku. Rosa sikangensis ingår i släktet rosor, och familjen rosväxter.

## Underarter
Arten delas in i följande underarter:
- R. s. pilosa
- R. s. sikangensis